# Dream team
Dream team (ili u slobodnon prijevodu s engleskog Momčad iz snova) je naziv kojeg su mediji namijenili košarkaškoj reprezentaciji SAD-a koja je nastupila na Olimpijskim igrama u Barceloni 1992. godine. 
Iako je originalni Dream team samo jedan, mediji i to posebno američki taj naziv dodjeljuju svim košarkaškim momčadima SAD-a na OI i Svjetskim prvenstvima u košarci. Međutim zbog neuspjeha koje su momčadi SAD-a doživljavale na zadnjih nekoliko izdanja velikih natjecanja takvi nazivi više nemaju previše realnu podlogu.
U širem kontekstu naziv Dream team se može upotrijebiti za bilo koju momčad koja izrazito dominira nekim sportom.

## Originalni Dream team na Igrama u Barceloni
Preduvjet za nastanak momčadi sastavljene od najboljih profesionalaca iz sjeverno-američke profesionalne košarkaške lige NBA koja bi mogla predstavljati SAD na Olimpijski igrama bila je odluka Međunarodnog olimpijskog odbora iz 1989. godine kojom je konačno dozvoljen nastup profesionalcima na Igrama. To je, uz činjenicu da su američke olimpijske momčadi sastavljene od sveučilišnih igrača sve češće ostajale bez zlata na Olimpijskim igrama, pridonijelo sastavljanju takve ekipe. Dream team je tada s lakoćom triumfirao na Igrama, pobijedivši u finalu Hrvatsku.
Rezultat tog nastupa bio je višestruko pozitivan za razvoj košarke u cjelini. Interes za košarku je ponovno porastao širom svijeta, i sve je više kvalitetnih momčadi i igrača iz Europe, Južne Amerike, Afrike, Australije i Azije podiglo kvalitetu i približilo se američkim standardima. Igranje protiv najboljih, iako u početku vrlo neuspješno za sve protivnike, ipak je poslužilo kao odlična škola i trening te danas (2006. godina) primjerice momčad SAD-a nije niti aktualni Olimpijski pobjednik niti Svjetski prvak. Liga NBA više nije ekskluzivno popunjena američkim igračima, čime je interes za nju dakako povećan i izvan granica SAD-a i Kanade.

### Sastav Dream teama
- Charles Barkley
- Larry Bird
- Clyde Drexler
- Patrick Ewing
- Magic Johnson
- Michael Jordan
- Christian Laettner
- Karl Malone
- Chris Mullin
- Scottie Pippen
- David Robinson
- John Stockton

Trener: Chuck Daly

### Rezultati utakmica
- SAD 116 Angola 48
- SAD 103 Hrvatska 70
- SAD 111 Njemačka 68
- SAD 127 Brazil 83
- SAD 122 Španjolska 81
- SAD 115 Portoriko 77
- SAD 127 Litva 76
- SAD 117 Hrvatska 85

### Zanimljivosti
- Zbog momčadi popunjene zvijezdama NBA košarke, nije bilo neuobičajeno da su igrači drugih zemalja prije utakmice tražili zajedničko fotografiranje sa svojim idolima koje su većina njih prvi puta uživo vidjeli, a kamo li igrali protiv njih.
- Dream team je u osam utakmica ostvario prosječnu razliku u koševima od 43.7 koša. Ipak, to nije bio najdominantniji nastup neke momčadi na OI, jer je primjerice momčad SAD-a na Igrama u Melbourneu 1956. godine imala prosječnu pobjedničku razliku od 53,5 koševa.
- Stockton je bio jedini igrač koji je na ovim Igrama nosio svoj standardni broj na dresu iz NBA lige, broj 12. Naime, prema FIBA pravilima igrači nose brojeve od 4 do 15, dok je u NBA uobičajeno da igrači nose brojeve koje sami odaberu, u rasponu od 1-99.
- Trener Chuck Daly nije pozvao niti jednu minutu odmora (time-out) za vrijeme trajanja olimpijskog turnira. Kasnije je komentirao da je pomislio pozvati minutu odmora tijekom polovine prvog poluvremena finalne utakmice protiv Hrvatske kada je Hrvatska u jednom trenutku povela, ali to na kraju ipak nije učinio.
- Michael Jordan je na poglašenju pobjednika nosio oko ramena ručnik kojim je prekrio logo sponzora reprezentacije. Naime, njegov privatni sponzor, različit od sponzora reprezentacije, nije dozvoljavao da nosi bilo koji drugi logo, pa je na taj način nađen kompromis.
- Iako se često smatra da je Dream team bila momčad sastavljena od najuspješnijih i najboljih igrača tog vremena, čak polovica igrača iz momčadi nikad nije osvojila niti jedan NBA naslov: Charles Barkley, Patrick Ewing, Christian Laettner, Karl Malone, Chris Mullin i John Stockton.